# آنتونی پیگوت
آنتونی پیگوت (انگلیسی: Anthony Pigott; ۲۳ دسامبر ۱۹۴۴ – ۱۹ مارس ۲۰۲۰) فرد نظامی اهل بریتانیا بود. وی همچنین برندهٔ جوایزی همچون نشان حمام و نشان امپراتوری بریتانیا شده‌است.